# Germain Habert
Germain Habert de Cérisy (* 1615 in Paris; † Mai 1654 ebenda) war ein französischer Schriftsteller und Abt von Saint-Vigor de Cerisy-la-Forêt.
Habert gehörte zusammen mit seinem älteren Bruder Philippe und seinem Cousin Henri Louis zu den Trois Habert.
Er war mit Valentin Conrart, einem der Begründer der Académie française, befreundet und war ab 1634 der erste Inhaber des Fauteuil 12. Anfang 1655 folgte ihm der Schriftsteller Charles Cotin auf diesem Platz nach.

## Werke (Auswahl)
- Vie du cardinal de Bérulle. Paris 1654.
- Les Psaumes. Une paraphrase. Paris 1663/65.